# 寒狼綿鳚
寒狼綿鳚，為輻鰭魚綱鱸形目绵鳚亞目绵鳚科的其中一種，分布於東北大西洋區，包括挪威、冰島、加拿大、格陵蘭、俄羅斯等海域，屬底棲性魚類，棲息深度在水深475至3000公尺，喜砂泥底質海域，體長可達69公分，屬肉食性，以甲殼類及頭足類等為食。

## 扩展阅读
維基物種上的相關：寒狼綿鳚